# 金大廷
金大廷 （1862年—1900年），字巨卿，中国医生。

## 生平
大清江苏宝山人，13岁时作为第四批中国留美幼童赴美国留学。回国后入北洋医学堂。1894年11月10日甲午战争期间，金大廷率领20名中西医医生乘船到达营口，负责救助伤员。1900年，八国联军进攻天津时，任京津铁路与旗兵学堂总医官，在组织救护伤员时，被流弹击中坠河身亡。